# Raymond Loewy
Raymond Loewy (París, 5 de novembre de 1893 - Montecarlo, Mònaco, 14 de juliol de 1986) fou un dissenyador industrial pertanyent a l'Streamlining. Va ser un dels dissenyadors industrials més coneguts del segle xx. Tot i que nascut i criat a França, va desenvolupar gairebé tota la seva carrera professional als Estats Units, on va tenir una influència molt important en incomptables aspectes. Se'l considera el pare del modern disseny industrial. El 1990 la revista Life va incloure'l en la seva llista d'«Els 100 nord-americans més importants del segle XX».
La seva carrera professional va abastar set dècades. Entre les seves contribucions a les icones de la vida moderna hi ha el logotip de l'empresa petroliera Shell, els autobusos Greyhound, la locomotora S-1, el paquet de cigarrets de la marca Lucky Strike, els frigorífics Coldspot o el vehicle Studebaker Avanti.

## Biografia
Va estudiar a la Universitat de París i a l'École de Laneau, on es va llicenciar com a enginyer el 1918. El 1919, va viatjar als Estats Units on va començar a treballar decorant aparadors i després com a il·lustrador de moda per a Vogue i altres revistes. El 1929 va obrir un despatx de disseny industrial. El 1934 va dissenyar el frigorífic Coldspot per a Sears Roebuck, el primer electrodomèstic amb èxit comercial gràcies a la seva estètica. A partir de 1935, va rebre diversos encàrrecs i va publicar el llibre “The New Vision Locomotive”. També va ser famós pel disseny del paquet de cigarrets Lucky Strike (1942). Amb altres quatre dissenyadors fundà Raymond Loewy Corporation. Remodelà l'avió presidencial Air Force One per a John F. Kennedy a petició de Jacqueline Kennedy, i els interiors dels habitacles de la tripulació del Skylab de la NASA. La seva filosofia del disseny es basava en el concepte MAYA (el més avançat, però acceptable).